# Cửa khẩu Hoàng Diệu
Cửa khẩu Hoàng Diệu là cửa khẩu quốc gia đường bộ tại vùng đất xã Hưng Phước huyện Bù Đốp tỉnh Bình Phước, Việt Nam 
.
Cửa khẩu Hoàng Diệu thông thương với cửa khẩu Lapakhe tỉnh Mondulkiri, Vương quốc Campuchia  12°04′11″B 106°51′17″Đ / 12,069837°B 106,854767°Đ.
Cửa khẩu được giới chức hai nước khai trương ngày 03/03/2010 